# Jésus (téléfilm, 1999)
Pour les articles homonymes, voir Jésus (téléfilm).
Pour plus de détails, voir Fiche technique et Distribution.
Jésus est un téléfilm américain réalisé par Roger Young en 1999, écrit par Suzette Couture et diffusé sur CBS en deux épisodes de 120 minutes chacun.

## Synopsis
La vie, le chemin et la mort de Jésus de Nazareth, inspiré de la Bible. Les Romains gouvernent la Judée. Les juifs sous l'emprise de Romains attendent désespérément un sauveur, le messie. Pilate entre dans la ville de Jérusalem avec sa troupe, c'est là qu'un dénommé Livio l'accueille et ils discutent ensemble sur la province de Judée et se rendent dans le palais d'Hérode Antipas. La discussion entre Pilate et Hérode dégénère un peu et se transforme en une petite dispute. Hérode Antipas lui dit d'aller visiter le temple lui et sa troupe. Pilate, fier de lui, entre dans le temple et poste ses soldats. C'est là qu'intervient Caïphe et s'y oppose. Mais Pilate refuse d'apporter sa troupe. Alors dans le temple, tout le monde lui présente sa tête pour qu'il la tranche. Pilate, inapte à commettre une telle action, quitte le temple avec sa troupe. Joseph et Jésus cherchent du travail et finissent par en trouver chez Lazare. Après que leur travail soit terminé, Jésus et Joseph rentrent chez eux et découvrent qu'un collecteur d'impôts est passé. Furieux, Joseph parle de la souffrance de son peuple et quand elle va finir, ce qui provoque quelque chose en Jésus et il descend de l'étage et Marie le rejoint et ils parlent un peu. Lorsqu'ils montent à l'étage, ils voient Joseph par terre. Après la mort de Joseph, Jésus décide de faire sa mission. Il accomplit des miracles, remplit le filet de Pierre de poissons, chasse les marchands dans le temple, entre à Jérusalem. Judas qui veut que son maître puisse rejoindre la troupe, le trahit pour lui forcer la main. Satan apparaît à Jésus et lui dit ce qui va lui arriver et lui montre le futur. Jésus résiste à la tentation et est ensuite arrêté. Il est conduit chez Caïphe ensuite chez Pilate et Hérode Antipas qui se moque de lui. Jésus comparaît devant Pilate et est ensuite flagellé puis crucifié. Judas prend du remords et se suicide. Jésus meurt sur la croix puis il ressuscite après trois jours. Dans le film, la résurrection de Jésus est juste mentionnée.

## Fiche technique
Genre : histoire , drame

## Distribution
- Jeremy Sisto : Jesus
- Debra Messing : Marie de Magdala
- Armin Mueller-Stahl : Joseph
- Jacqueline Bisset : Marie
- Gary Oldman : Ponce Pilate
- David O'Hara : Jean le Baptiste
- G. W. Bailey : Livio
- Luca Barbareschi : Hérode Antipas
- Christian Kohlund : Caïphe
- Stefania Rocca : Marie de Béthanie
- Claudio Amendola : Barabbas
- Luca Zingaretti : Pierre
- Fabio Sartor : Jacques

## Les mentions du film non figurant dans la Bible.
Le film contient de nombreux ajouts ne se trouvant pas dans la Bible. L'authenticité de l'histoire n'est pas reproduite. Parmi les nombreux ajouts :
1. Une personne qui se nomme Livio.
2. Les ajouts de paroles qui ne se trouvent pas dans la Bible (exemple la discussion entre Pilate dans le palais de Hérode Antipas avec celui-ci Etc.)
3. Marie, sœur de Lazard, aimant Jésus d'un amour conjugal.
4. Judas trahit Jésus pour le pousser à la révolte.
5. Lorsque Jésus prit au jardin Gethsémani, satan lui apparaît et lui montre le futur.
6. Jésus qui touche Marie Madeleine au menton lors de sa résurrection.

7. Quand satan tente Jésus, on peut constater qu'il construit le temple avec les pierres qu'il avait présentées à Jésus et ils se placent tous les deux sur le haut du Temple de Jérusalem (mention non biblique) mais dans la Bible, il est dit "le Diable le transporta dans la ville sainte, le plaça sur le haut du Temple... (Mt 4:5 et Lc 4:9)".
8. Satan tente Jésus deux fois. Dans la Bible Jésus est tenté une fois mais dans le film c'est le contraire. Par ailleurs, pendant que Jésus priait au jardin de Gethsémané selon la Bible, il priait et un ange lui apparaît (Lc 22:43) mais dans le film c'est Satan qui fait sa seconde apparition à Jésus.
9. Jésus frappé deux fois par Barrabbas : une gifle par son propre grée et l'autre ordonnée par Jésus lui-même.
10. Dans la Bible, Matthieu est un collecteur d'impôts qui collecte les impôts sur le lieu des péages. Il n'a jamais été mention qu'il faisait des ronds dans des villages dans la Bible mais dans le film il se balade en collectant des impôts avec des soldats romains.
11. Dans la Bible, la rencontre entre Jésus et Judas Iscariot n'est pas racontée ou l'on peut dire "ne figure pas dans la Bible" mais dans le film cela s'y trouve et cette rencontre se fait d'une manière étrange.

## Récompenses et nominations
- 2 nominations aux Emmy Awards : Meilleure mini-série et meilleur maquillage pour une mini-série ou un téléfilm